# Duane (Vorname)
Duane ist sowohl ein männlicher Vorname als auch ein Familienname, seltener ein weiblicher Vorname. Er ist die anglisierte Form des irischen Namens Dubhán beziehungsweise des davon abgeleiteten Familiennamens Ó Dubháin. Varianten sind unter anderem Dwane, Dwayne und Dwain.

## Namensträger
- Duane Allman (1946–1971), US-amerikanischer Gitarrist
- Duane Bobick (* 1950), US-amerikanischer Boxer
- Duane Brown (* 1985), US-amerikanischer American-Football-Spieler
- Duane Bryers (1911–2012), US-amerikanischer Maler und Illustrator
- Duane G. Carey (* 1957), US-amerikanischer Astronaut
- Duane Carter (1913–1993), US-amerikanischer Autorennfahrer
- Duane Chapman (* 1953), US-amerikanischer Kopfgeldjäger
- Duane Dennis (* 1969), kanadischer Eishockeyspieler
- Duane Derksen (* 1968), kanadischer Eishockeytorwart
- Duane Eddy (1938–2024), US-amerikanischer Gitarrist
- Duane Eubanks (* 1969), US-amerikanischer Jazztrompeter und Komponist
- Duane T. Gish (1921–2013), US-amerikanischer Biochemiker
- Duane Hanson (1925–1996), US-amerikanischer Künstler und Bildhauer
- Duane Harden (* 1971), US-amerikanischer Sänger und Songwriter
- Duane Johnson, US-amerikanischer Rapper, bekannt als Defari
- Duane Jones (Schauspieler) (1937–1988), US-amerikanischer Schauspieler
- Duane Jones (Snookerspieler) (* 1993), walisischer Snookerspieler
- Duane Martin (* 1965), US-amerikanischer Schauspieler
- Duane Michals (* 1932), US-amerikanischer Fotograf
- Duane Bill Parcells (* 1941), US-amerikanischer American-Football-Trainer
- Duane Peters (* 1961), US-amerikanischer Profi-Skateboarder, Punkrock-Komponist und Sänger
- Duane Ross (* 1972), US-amerikanischer Leichtathlet
- Duane Sands (* 1962), bahamaischer Arzt und Politiker
- Duane Solomon (* 1984), US-amerikanischer Mittelstreckenläufer
- Duane Reed Stuart (1873–1941), US-amerikanischer Klassischer Philologe
- Duane Sutter (* 1960), kanadischer Eishockeystürmer und -trainer
- Duane Tatro (1927–2020), US-amerikanischer Musiker und Komponist
- Duane Thomas (1947–2024), US-amerikanischer American-Football-Spieler
- Duane Thomas (Boxer) (1961–2000), US-amerikanischer Boxer
- Duane „Dewey“ Tomko (* 1946), US-amerikanischer Pädagoge und Profi-Pokerspieler
- Duane Vermeulen (* 1986), südafrikanischer Rugbyspieler
- Duane Washington (* 1964), US-amerikanischer Basketballspieler
- Duane Whitaker (* 1959), US-amerikanischer Schauspieler
- Duane Woodward (* 1976), US-amerikanischer Basketballspieler

## Namensträgerinnen
- Duane Da Rocha (* 1988), spanische Schwimmerin
- Duane Thompson (1903–1970), US-amerikanische Schauspielerin